# Brownstown, Lancaster County, Pennsylvania
Brownstown är en ort i Lancaster County i delstaten Pennsylvania, USA.